# Fiat nei rally

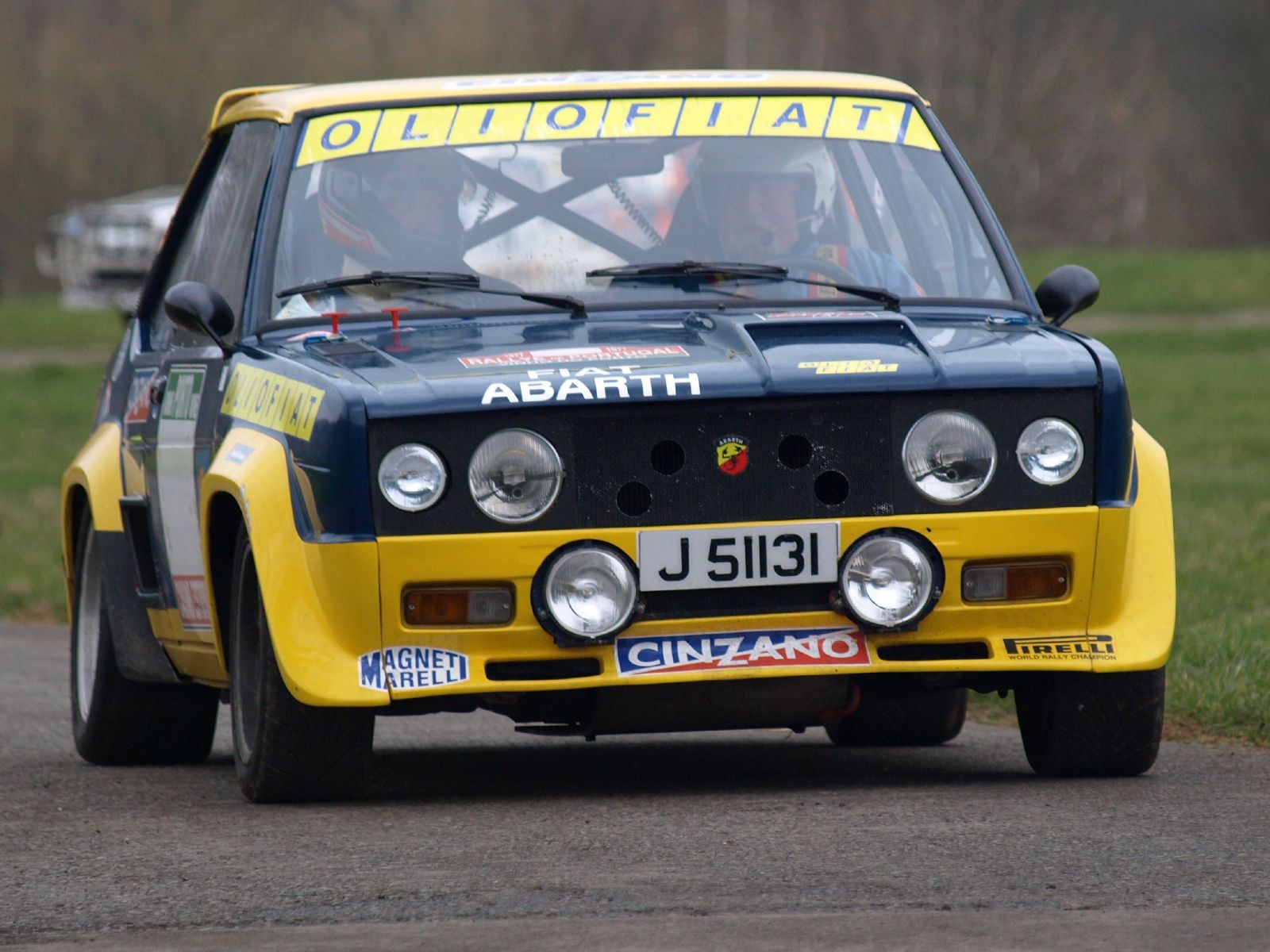
Un Markku Alén cinquantasettenne, tornato alla guida della sua Fiat 131 Abarth in un'esibizione nel 2008

L'impegno della FIAT nei rally si è concretizzato con la partecipazione della squadra ufficiale FIAT alle prime 13 edizioni del campionato del mondo rally (dal 1970 al 1982).

## Storia
Il Gruppo Fiat, dopo aver abbandonato le competizioni rallystiche mondiali già nel 1982, vi tornò ancora con Lancia, dopo la sua acquisizione avvenuta nel 1969, fino al ritiro definitivo nel 1992.
Solo negli anni 2000, l'impegno FIAT nei rally avrà nuova linfa, allorché la Abarth Grande Punto S2000 verrà schierata, dal settore corse della casa torinese, nelle competizioni rallystiche europee e nel mondiale IRC.

## Vetture utilizzate
- Fiat 124 Abarth Rally (dal 1970 al 1974)
- Fiat X1/9 Abarth Rally (dal 1974 al 1975)
- Fiat 131 Abarth Rally (dal 1975 al 1982)
- Fiat Punto S1600 (dal 2000 al 2005)
- Fiat Grande Punto S2000[3] (dal 2006 al 2007)

## Principali piloti
- Markku Alén
- Walter Röhrl

## Palmarès
- 2 Campionati del mondo piloti: Markku Alén nel 1978, e Walter Röhrl nel 1980 (entrambi su Fiat 131 Abarth)
- 3 Campionati del mondo marche: 1977, 1978 e 1980
- 1 Intercontinental Rally Challenge: Giandomenico Basso (2006)
- 4 Campionati europei rally (1972 Maurizio Verini, 1975 Raffaele Pinto, 1981 Adartico Vudafieri, 2006 Giandomenico Basso)
- 9 Campionato Italiano Rally 1961, 1970, 1974, 1975, 1980, 1985, 2003, 2006 e 2007